# Maria Luisa Righini-Bonelli
Maria Luisa Righini-Bonelli (* 11. November 1917 in Pesaro; † 18. Dezember 1981 in Florenz) war eine italienische Wissenschaftshistorikerin und Herausgeberin. Sie war Direktorin des Instituts und Museums für Wissenschaftsgeschichte (Istituto e Museo di Storia della Scienza) und Professorin an der Universität Florenz.

## Leben und Werdegang

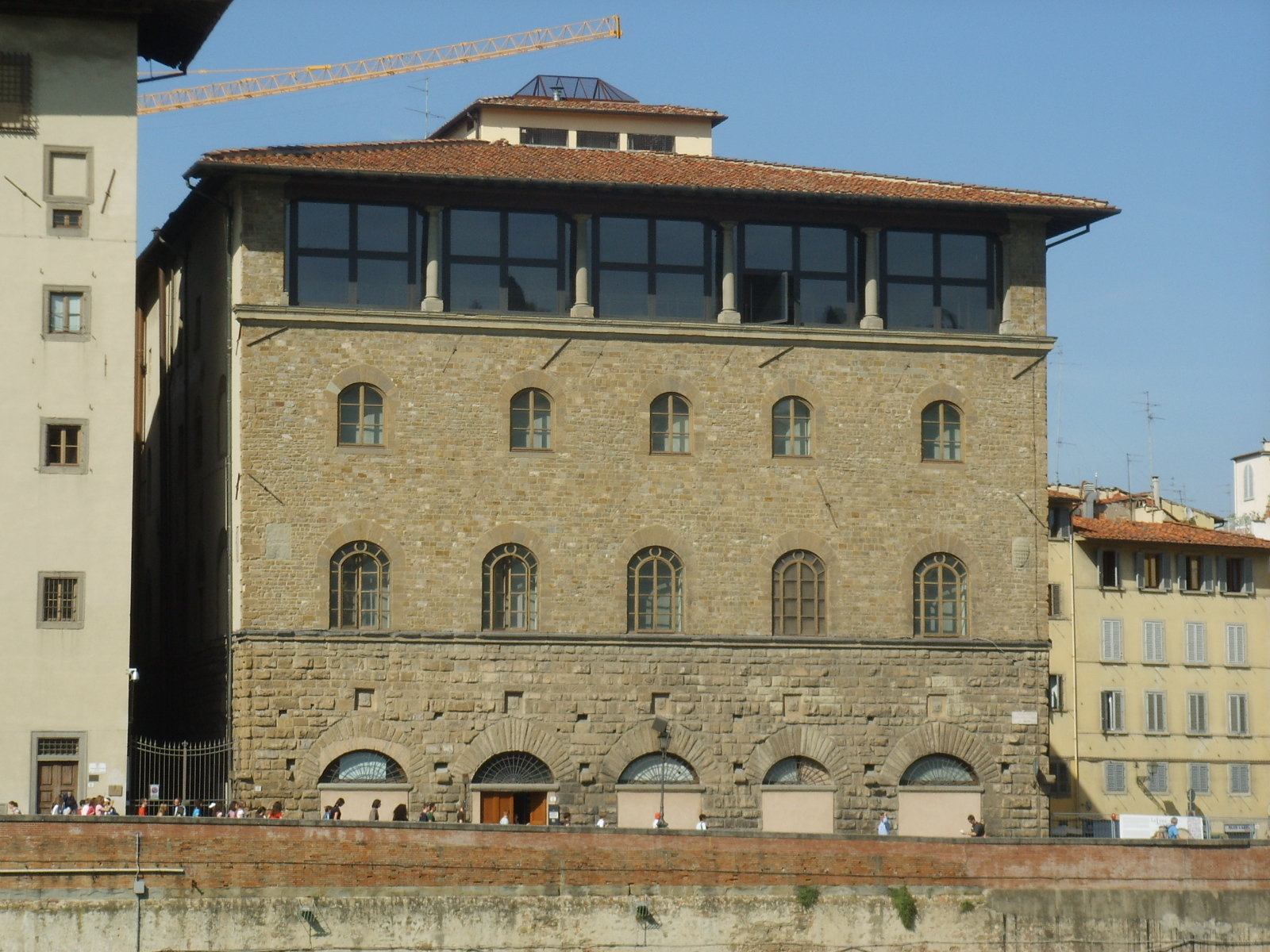
Das Institut und Museum für Wissenschaftsgeschichte leitete Righini-Bonelli seit 1961 als Direktorin

Die Wissenschaftlerin kam am 11. November 1917 in der Mittelstadt Pesaro an der italienischen Adriaküste als Tochter des Generals Luigi Bonelli und von Adele Giamperoli zur Welt. Nach dem Umzug der Familie nach Florenz studierte sie dort Spanische Sprache und Literatur. Beide Disziplinen lehrte sie zwischen 1948 und 1968 als Professorin an der Fakultät für Politikwissenschaft der Universität Florenz. 1965 heiratete Maria Luisa Bonelli den Astronomen Guglielmo Righini, Direktor des Arcetri-Observatoriums (Osservatorio Astrofisico di Arcetri).
Entscheidend für den wissenschaftlichen Werdegang Righini-Bonellis war ihre Begegnung mit Andrea Corsini, dem Direktor des 1927 durch die Universität Florenz gegründeten Instituts und Museums für Wissenschaftsgeschichte (IMSS). Corsini weckte ihr Interesse für die Wissenschaftsgeschichte und für die Arbeit des Museums, dessen Schwerpunkt in der Sammlung, Katalogisierung und Restaurierung von Kunstwerken und Schriften der Medici lag. Seit 1942 unterstützte sie Corsini bei der Restaurierung und Neugestaltung der Sammlungen. Nach Corsinis Tod im Jahr 1961 wurde sie seine Nachfolgerin als Museumsdirektorin. Unter ihrer Leitung wandelte sich das IMSS zu einem modernen Museum und Forschungszentrum von internationalem Ruf, das Veranstaltungen wie Galileo in der Geschichte und Philosophie der Wissenschaft (Galileo nella storia e nella filosofia della scienza, 1964) oder Wissenschaft und Technologie bei Leonardo da Vinci (Scienza e tecnica in Leonardo da Vinci, 1969) durchführte.
Maria Luisa Righini-Bonelli starb nach langer Krankheit am 18. Dezember 1981 in Florenz.

## Publikationen und Ehrungen
Neben ihrer Lehr- und Museumsarbeit verfasste Maria Luisa Righini-Bonelli zahlreiche Facharbeiten und war an der Herausgabe wissenschaftlicher Zeitschriften beteiligt. Zwischen 1943 und 1956 schrieb sie rund einhundert Artikel für die Zeitschrift für Geschichte der Medizin und Naturwissenschaften (Rivista di storia delle scienze mediche e naturali). 1959 gründete sie mit Vasco Ronchi das Journal Physis für die Geschichte der Wissenschaft (Physis: rivista di storia della scienza) und 1976 wurde sie erste Direktorin der von ihr im selben Jahr begründeten internationalen Zeitschrift Nuncius – Annals of the History of Science des Instituts und Museums der Geschichte der Wissenschaft (Annali dell’istituto e museo di storia della scienza); am 11. Juni 2010 wurde das Institut umbenannt in Museo Galileo.
Das italienische Who’s Who verzeichnete bereits 1971 einhundertsiebzehn Publikationen der Wissenschaftlerin. Zu ihren wichtigsten Arbeiten zählt ein Werk über das Leben Galileos (Vita di Galileo) von 1974. Righini-Bonelli war zudem Mitglied verschiedener Fachverbände wie der International Union of the History and Philosophy of Science (IUHPS). Für ihre Leistungen erhielt sie 1967 die Medaglia d’oro per la scuola la cultura e l’arte della Repubblica Italiana. 1979 wurde sie als erster Italiener mit der George-Sarton-Medaille ausgezeichnet, dem höchst renommierten Preis für Wissenschaftsgeschichte der von George Sarton und Lawrence Joseph Henderson gegründeten History of Science Society (HSS).

## Veröffentlichungen (Auswahl)
- Di una bellissima edizione di Fabrizio Mordente salernitano "mathematico della sacra Ces.a M.ta dell’imperatore Rudolfo II". In: Physis 1,2 (1959), S. 128–148
- Vita di Galileo. Nardini, Firenze 1974 ISBN 8840442014.
- als Hrsg. mit William R. Shea (Hrsg.): Reason, Experiment, and Mysticism in the Scientific Revolution. New York 1975.
- Werkverzeichnis bei Scienza a Due Voci, siehe Scritti.